# 77 г. пр.н.е.
77 (седемдесет и седма) година преди новата ера (пр.н.е.) е година от доюлианския (Помпилийски) римски календар.

## Събития

### В Римската република
- Консули на Римската република са Децим Юний Брут и Мамерк Емилий Лепид Ливиан.
- Гней Помпей потушава въстание в Цизалпийска Галия предвождано от Марк Юний Брут Старши (привърженик на Марк Емилий Лепид (консул 78 пр.н.е.)), който впоследствие е убит.[1]
- Марк Емилий Лепид и армията му са победени от Квинт Лутаций Катул (консул 78 пр.н.е.) край Рим. Лепид бяга първо в Етрурия, а след това в Сардиния, където се разболява и умира.[1]
- Марк Перперна (претор 82 пр.н.е.) повежда остатъците от армията на Лепид (около 53 кохорти) към Испания, където под натиска на войниците си е принуден да се присъедини към разбунтувалия се Квинт Серторий.
- Гней Помпей получава командване в Испания с проконсулска власт (макар никога да не е заемал висш магистратски пост), за да се бори с въстанието на Серторий.[2]

## Родени
- Береника IV, египетска царица от династията на Птолемеите (умряла 55 г.)
- Калпурния Пизония, дъщеря на Юлий Цезар и съпруга на Помпей Велики. (умряла 54 г. пр.н.е.)

## Починали
- Марк Емилий Лепид (консул 78 пр.н.е.), римски политик и баща на триумвира със същото име (роден ок. 120 г. пр.н.е.)
- Марк Юний Брут Старши, римски политик и баща на Марк Юний Брут, един от убийците на Юлий Цезар
- Тит Квинкций Ата, римски поет

Бележки: